# 11A busz (Debrecen)
A debreceni 11A jelzésű autóbusz a Károli Gáspár utca és a Hatvan utca között közlekedett. Útvonala során érintette a Szabó Lőrinc utcát, Csigekertet, a Kenézy Gyula Kórházat, Bethlen utcát és a Hatvan utcát.

## Járművek
A viszonylaton Alfa Cívis 12 szólóbuszok közlekedtek.

## Útvonala
| Károli Gáspár utca - Hatvan utca: |
| --- |
| Károli Gáspár utca vá. – Tessedik Sámuel utca – Szabó Lőrinc utca – Csigekert utca – Bölcs utca – Kenézy Gyula Kórház – Vendég utca – Mester utca – Jókai utca – Pásti utca – Hatvan utca vá. |

## Megállóhelyei
| 0  | Károli Gáspár utca végállomás |                                        |
| 1  | Tessedik Sámuel utca          |                                        |
| 2  | Szabó Lőrinc utca             |                                        |
| 4  | Csigekert utca                |                                        |
| 5  | Bölcs utca                    |                                        |
| 7  | Kenézy Gyula Kórház           | 42, 42Y, 43                            |
| 9  | Vendég utca                   | 12, 43                                 |
| 10 | Mester utca                   | 43                                     |
| 12 | Jókai utca                    | 10, 10A, 10Y, 13, 22, 22Y, 32, 33, 33Y |
| 14 | Pásti utca                    | 10, 10A, 10Y, 13, 22, 22Y, 32, 33, 33Y |
| 15 | Hatvan utca végállomás        | 22, 22Y                                |

## Járatsűrűség
Csak tanítási időszakban közlekedett. Egy járat indult reggel 7:00-kor és csak a Károli Gáspár utca - Hatvan utca útvonalon közlekedik, visszafelé nem volt útvonala.